# 坂本光士郎
坂本 光士郎（さかもと こうしろう、1994年9月9日 - ）は、広島県三次市出身のプロ野球選手（投手）。左投左打。千葉ロッテマリーンズ所属。

## 経歴

### プロ入り前
小学1年生で野球を始め、三次市立十日市中学校では軟式野球部に所属。如水館高校では2年夏に甲子園へ出場し、背番号11の控え投手として登板した。ただ、2年秋に新チームとなっても3番手投手であり、高校時代の最速は135km/hであった。
日本文理大学へ進学し、遠投でひたすら肩を鍛えると、最速145km/hまで上昇。また、進学後に習得したカットボールとツーシームとの相乗効果もあり、4年春からチームのエースとなった。4年時はリーグ戦にて、2季連続でMVPを獲得。6月の全日本大学野球選手権と11月の明治神宮大会の出場に貢献した。
大学卒業後は新日鐵住金広畑に入団すると、1年目から主力となり、都市対抗と日本選手権のマウンドを経験した。社会人時代の最速は148km/h。
2018年10月25日に行われたドラフト会議にて、東京ヤクルトスワローズから5位指名を受けた。指名後に出場した日本選手権では2試合に登板。計8回2/3を無失点に抑える好投で、同大会の優秀選手を受賞した。11月23日に契約金3500万円・年俸900万円（いずれも金額は推定）で仮契約し、背番号は26と発表された。

### ヤクルト時代
2019年は春季キャンプも開幕も二軍で迎えたが、4月24日に初めて出場選手登録された。同日の読売ジャイアンツ戦でプロ初登板を果たし、1回1安打2四球無失点であった。ただ、この1試合のみで4月29日に出場選手登録を抹消され、5月10日に再登録されるも、同日の巨人戦に登板したのみで翌11日に登録抹消。8月8日に再登録されると、同25日の阪神タイガース戦でプロ初ホールドを記録するなど、シーズン終了まで一軍に帯同し、1年目は19試合の登板で0勝0敗3ホールド・防御率5.82という成績であった。オフに100万円増となる推定年俸1000万円で契約を更改した。
2020年は新型コロナウイルスの影響で120試合制の短縮シーズン・開幕延期となり、6月19日の開幕は二軍で迎えたが、7月28日に出場選手登録。同日の阪神戦でシーズン初登板となったものの、3回5安打5四死球3奪三振6失点（自責点4）と振るわず、翌7月29日に出場選手登録を抹消された。この年はイースタン・リーグでも28試合の登板で防御率4.50と振るわず、一軍登板は前述の1試合のみに終わった。オフに120万円減となる推定年俸880万円で契約を更改した。
2021年は春季キャンプでは二軍だったものの、開幕を初めて一軍で迎えた。4月24日の中日ドラゴンズ戦で1点ビハインドの9回表に登板し、三者凡退に抑えると、直後にチームが逆転サヨナラ勝ちを収めたことで坂本にプロ初勝利が記録された。前半戦を一軍で完走し、29試合の登板で1勝1敗6ホールド・防御率3.00を記録。東京オリンピックによる中断期間を経て、後半戦の開幕も一軍で迎えたが、8月31日の巨人戦で同点の6回裏に登板し、1回4失点で敗戦投手となって以降は調子を落とし、9月8日の阪神戦では打者4人で3四球を与え、同12日に出場選手登録を抹消された。その後はポストシーズンを含めて一軍での登板機会が無かったものの、この年は36試合の登板で1勝2敗7ホールド・防御率4.05という成績でチームのリーグ優勝に貢献。オフに520万円増となる推定年俸1400万円で契約を更改した。
2022年は2年連続で開幕を一軍で迎えたが、3月29日の巨人戦では味方の失策も絡み、1回1安打3四死球4失点（自責点1）で敗戦投手。31日の同カードでも打者4人で2四球を与えるなど、不安定な投球が続き、翌4月1日に出場選手登録を抹消された。その後は再登録と登録抹消を3度繰り返し、7試合の登板で0勝1敗・防御率9.28という成績であった。

### ロッテ時代
2022年7月29日、山本大貴との交換トレードにより、千葉ロッテマリーンズへの移籍が発表された。背番号は27。
トレード発表翌日の7月30日に特例2022の代替指名選手として出場選手登録されると、同日のオリックス・バファローズ戦で移籍後初登板となり、1イニングを無失点に抑えた。8月2日の東北楽天ゴールデンイーグルス戦では移籍後初ホールドを記録したが、翌3日に無症状ながら新型コロナウイルスに感染し、特例2022で登録抹消。8月31日に二軍で実戦復帰し、9月18日の一軍復帰以降はシーズン終了まで一軍に帯同した。移籍後は7試合の登板で0勝0敗1ホールド・防御率4.15を記録し、オフに現状維持となる推定年俸1400万円で契約を更改。11月23日には、背番号が36に変更となることが球団から発表された。
2023年も開幕を一軍で迎えると、左打者に強い投球でブルペンを支えた。7月前半に二軍再調整期間があったものの、8月24日の福岡ソフトバンクホークス戦では自己最速の153km/hを計測し、移籍後初勝利を記録。チームが9月に入って失速した中、9月30日の埼玉西武ライオンズ戦では同点の9回表に守護神益田直也が制球を乱し、一死満塁で鈴木将平に対してカウント2ボールという場面から登板。鈴木を空振り三振に仕留めると、続く外崎修汰からも空振り三振を奪って無失点で切り抜け、サヨナラ勝ちに貢献。チームはこの1戦を機に息を吹き返し、楽天とのレギュラーシーズン最終戦に勝利して2位が確定した。この年は左打者を被打率.194と抑え込み、51試合の登板で1勝0敗16ホールド・防御率3.21と飛躍の1年となった。オフに2400万円増となる推定年俸3800万円で契約を更改した。
2024年は3月9日のオープン戦で1回1安打3四球3失点と振るわず、オープン戦はこの1試合の登板のみに終わり、開幕二軍スタート。イースタン・リーグでは4月終了時点で9試合に登板するも防御率6.75、計8イニングで10安打5四死球と苦しい投球が続いた。5月4日の二軍戦でも先頭打者にストレートの四球を与える投球内容であったが、同10日に出場選手登録され、交流戦終了時点では13試合の登板で0勝1敗7ホールド・防御率1.46を記録していた。ただ、リーグ戦再開後初登板となった6月21日のソフトバンク戦では、一死しか奪えずに3安打1四球2失点。その後は無失点に抑える登板もありながら、打ち込まれて複数失点を喫する登板も少なくなく、好不調の波が激しい投球が続いた。9月18日の楽天戦では6点ビハインドの6回裏から登板するも、1回1安打2四球1失点。暴投で失点を許す投球内容であり、翌19日に出場選手登録を抹消された。その後の一軍再昇格は果たせず、この年は37試合の登板で1勝2敗11ホールド・防御率5.73。左打者に被打率.348と苦しみ、オフに現状維持となる推定年俸3800万円で契約を更改した。
2025年はオープン戦で5試合に登板し、0勝1敗・防御率13.50と結果を残せず、開幕を二軍で迎えた。5月22日に出場選手登録されたが、6月6日からの対中日ドラゴンズ3連戦では2試合に登板し、いずれも失点を喫して敗戦投手。続く同11日の広島東洋カープ戦でも同点の延長10回表から登板し、一死一・二塁のピンチを招いて降板する投球内容であり、翌12日に出場選手登録を抹消された。

## 選手としての特徴
左のスリークォーターから最速153km/hのストレート、スライダー、カットボール、ツーシームを投じる。コントロールに課題がある。
プロ入り当初から、登場曲に浜田省吾の楽曲を使用している。

## 詳細情報

### 年度別投手成績
| 年 度     | 球 団     | 登 板 | 先 発 | 完 投 | 完 封 | 無 四 球 | 勝 利 | 敗 戦 | セ 丨 ブ | ホ 丨 ル ド | 勝 率 | 打 者 | 投 球 回 | 被 安 打 | 被 本 塁 打 | 与 四 球 | 敬 遠 | 与 死 球 | 奪 三 振 | 暴 投 | ボ 丨 ク | 失 点 | 自 責 点 | 防 御 率 | W H I P |
| --------- | --------- | ----- | ----- | ----- | ----- | -------- | ----- | ----- | -------- | ----------- | ----- | ----- | -------- | -------- | ----------- | -------- | ----- | -------- | -------- | ----- | -------- | ----- | -------- | -------- | ------- |
| 2019      | ヤクルト  | 19    | 0     | 0     | 0     | 0        | 0     | 0     | 0        | 3           | ----  | 104   | 21.2     | 22       | 2           | 16       | 0     | 2        | 15       | 2     | 0        | 15    | 14       | 5.82     | 1.75    |
| 2020      | ヤクルト  | 1     | 0     | 0     | 0     | 0        | 0     | 0     | 0        | 0           | ----  | 19    | 3.0      | 5        | 1           | 4        | 0     | 1        | 3        | 0     | 0        | 6     | 4        | 12.00    | 3.00    |
| 2021      | ヤクルト  | 36    | 0     | 0     | 0     | 0        | 1     | 2     | 0        | 7           | .333  | 148   | 33.1     | 29       | 4           | 17       | 1     | 3        | 25       | 2     | 0        | 17    | 15       | 4.05     | 1.38    |
| 2022      | ヤクルト  | 7     | 0     | 0     | 0     | 0        | 0     | 1     | 0        | 0           | .000  | 59    | 10.2     | 15       | 4           | 9        | 0     | 1        | 11       | 2     | 0        | 14    | 11       | 9.28     | 2.25    |
| 2022      | ロッテ    | 7     | 0     | 0     | 0     | 0        | 0     | 0     | 0        | 1           | ----  | 34    | 8.2      | 9        | 3           | 1        | 0     | 0        | 6        | 0     | 0        | 4     | 4        | 4.15     | 1.15    |
| '22計     | ロッテ    | 14    | 0     | 0     | 0     | 0        | 0     | 1     | 0        | 1           | .000  | 93    | 19.1     | 24       | 7           | 10       | 0     | 1        | 17       | 2     | 0        | 18    | 15       | 6.98     | 1.76    |
| 2023      | ロッテ    | 51    | 0     | 0     | 0     | 0        | 1     | 0     | 0        | 16          | 1.000 | 209   | 47.2     | 46       | 5           | 22       | 3     | 2        | 48       | 2     | 0        | 18    | 17       | 3.21     | 1.43    |
| 2024      | ロッテ    | 37    | 0     | 0     | 0     | 0        | 1     | 2     | 0        | 11          | .333  | 146   | 33.0     | 34       | 3           | 12       | 2     | 5        | 34       | 2     | 0        | 22    | 21       | 5.73     | 1.39    |
| 通算：6年 | 通算：6年 | 158   | 0     | 0     | 0     | 0        | 3     | 5     | 0        | 38          | .375  | 719   | 158.0    | 160      | 22          | 81       | 6     | 14       | 142      | 10    | 0        | 96    | 86       | 4.90     | 1.53    |

- 2024年度シーズン終了時
- 各年度の太字はリーグ最多

### 年度別守備成績
| 年 度 | 球 団    | 投手  | 投手  | 投手  | 投手  | 投手  | 投手     |
| 年 度 | 球 団    | 試 合 | 刺 殺 | 補 殺 | 失 策 | 併 殺 | 守 備 率 |
| ----- | -------- | ----- | ----- | ----- | ----- | ----- | -------- |
| 2019  | ヤクルト | 19    | 0     | 1     | 0     | 0     | 1.000    |
| 2020  | ヤクルト | 1     | 0     | 0     | 1     | 0     | .000     |
| 2021  | ヤクルト | 36    | 1     | 4     | 0     | 0     | 1.000    |
| 2022  | ヤクルト | 7     | 0     | 1     | 0     | 0     | 1.000    |
| 2022  | ロッテ   | 7     | 1     | 0     | 0     | 0     | 1.000    |
| '22計 | ロッテ   | 14    | 1     | 1     | 0     | 0     | 1.000    |
| 2023  | ロッテ   | 51    | 0     | 4     | 1     | 0     | .800     |
| 2024  | ロッテ   | 37    | 0     | 5     | 0     | 0     | 1.000    |
| 通算  | 通算     | 158   | 2     | 15    | 1     | 0     | .944     |

- 2024年度シーズン終了時

### 記録
初記録
投手記録
- 初登板：2019年4月24日、対読売ジャイアンツ5回戦（明治神宮野球場）、9回表に4番手で救援登板・完了、1回無失点[15]
- 初奪三振：2019年5月10日、対読売ジャイアンツ7回戦（東京ドーム）、8回裏に丸佳浩から見逃し三振
- 初ホールド：2019年8月25日、対阪神タイガース20回戦（明治神宮野球場）、7回表に2番手で救援登板、2/3回無失点[21]
- 初勝利：2021年4月24日、対中日ドラゴンズ4回戦（明治神宮野球場）、9回表に5番手で救援登板・完了、1回無失点[31]

打撃記録
- 初打席：2022年7月23日、対広島東洋カープ14回戦（明治神宮野球場）、7回裏に藤井黎來から見逃し三振

### 背番号
- 26（2019年 - 2022年7月28日）
- 27（2022年7月29日 - 同年終了）
- 36（2023年 - ）

### 登場曲
- 「ON THE ROAD」浜田省吾（2019年 - 2021年）
- 「MONEY」浜田省吾（2021年 - 2022年）
- 「愛の世代の前に」浜田省吾（2022年 - ）